# بوليبيرخون
بوليبيرخون (ولد بين 390–380 قبل الميلاد - توفي بعد 304 قبل الميلاد، ربما حتى القرن الثالث قبل الميلاد)، كان جنرالًا يونانيًا مقدونيًا خدم كلاً من فيليب الثاني والإسكندر الأكبر، لعب دورًا نشطًا في الصراع على السلطة بين جنرالات الإسكندر بعد فتوحات الأخير.
رافق الإسكندر في رحلاته، وبعد معركة إسوس في عام 333 قبل الميلاد، تم تكليفه بقيادة كتيبة تيمفايان من الكتائب، وهو المنصب الذي شغله حتى عام 324 قبل الميلاد.

## عودته إلى مقدونيا
بعد عودة الإسكندر الأكبر وبوليبيرخون إلى مدينة بابل، أرسله الإسكندر الأكبر إلى مقدونيا مع كراتيروس، وفي الوقت الذي وصلا فيه إلى صقلية جاءهم خبر وفاة الإسكندر الأكبر وكان ذلك في العام 323ق.م. واصل بوليبيرخون وكراتيروس سيرهما حتى وصلا اليونان، وساعدا أنتيباتر في هزيمة التمرد اليوناني في الحرب اللمومية. وبقي بوليبيرخون في مقدونيا، تم تعينه كوصي على عرش مقدونيا بعد الحرب الأولى للقادة الخلفاء بينما سافر أنتيباتر إلى آسيا الصغرى لتأكيد الوصاية على عرش الإمبراطورية الكاملة.

## الحرب الأهلية
بعد موت أنتيباتر في 319ق.م. عين بوليبيرخون وصيا وقائدا أعلى لكامل الإمبراطورية ولكنه ما لبث أن نشب نزاع بينه وبين ابن أنتيباتر القائد كاسندر والذي كان آنذاك مساعده الرئيسي وكان النزاع بينهما قائما حول الوصاية على عرش مقدونيا. مما أدى إلى نشوب حرب أهلية بينهما سرعان ما انتشرت بين كل ورثة القادة الخلفاء ورثة الإسكندر.
تحالف بوليبيرخون مع يومينيس بينما تحالف كاسندر مع كل من القائد أنتيغونوس الأول والقائد بطليموس الأول بالإضافة إلى الملك فيليبوس الثالث المقدوني وزوجته وبالرغم من أن بوليبيرخون حقق نجاحا ملحوظا في السيطرة على المدن اليونانية، إلا أن أسطوله تم تحطيمه بالكامل من قبل أنتيغونوس الأول في العام 318ق.م.

## كاسندر وبوليبيرخون
استطاع كاسندر السيطرة على أثينا في السنة التالية وما لبث أن استطاع السيطرة على مقدونيا مما اضطر بوليبيرخون إلى الهرب من مقدونيا باتجاه إبيروس، حيث انضم إلى أم الإسكندر أوليمبياس، وزوجة الإسكندر الأكبر روكسانا، وابنه الصغير الإسكندر الرابع. ثم شكل تحالفا مع أوليمبياس والملك آيسيديس عاهل إبيروس وأحد أقرباء أوليمبياس، وقاد مع أوليمبياس جيشا إلى مقدونيا. كانت حملتهم ناجحة في بادئ الأمر واستطاعوا هزيمة جيش الملك فيليبوس الثالث المقدوني كما أنهم قاموا بقتل فيليبوس الثالث المقدوني وزوجته. ولكن ما لبث أن عاد كاسندر إلى مقدونيا وفتحها من جديد واستطاع أسر أوليمبياس وروكسانا والإسكندر الرابع المقدوني وأول ما بادر إليه بعد سيطرته على مقدونيا هو قتل أوليمبياس بينما احتفظ بكل من روكسانا والإسكندر الرابع المقدوني في حصن أمفيبوليس
هرب بوليبيرخون في هذه الأثناء إلى بيلوبونيسوس، حيث كان لا يزال يسيطر على بعض أجزائها وتحالف مع أنتيغونوس الأول، الذي كان في تلك الأثناء قد تشاجر مع حلفائه السابقين. واستطاع بوليبيرخون السيطرة على معظم بيلوبونيسوس، كما أنه ضم كلا من كورنث وسيكيون الأثرية تحت سيطرته

## معاهدة السلام
بعد معاهدة السلام الموقعة في العام 311ق.م. بين أنتيغونوس الأول وأعدائه، وقيام كاسندر بقتل الإسكندر الرابع المقدوني وأمه روكسانا، احتفظ بوليبيرخون بالمناطق التي كان قد سيطر عليها، وعندما اندلعت الحرب ثانية بين أنتيغونوس الأول والآخرين، أرسل أنتيغونوس الأول ابن الإسكندر الأكبر (الطبيعي ولكن الغير شرعي) المعروف باسم هرقل المقدوني إلى بوليبيرخون كورقة مساومة للاستعمال ضد كاسندر. إلا أن بوليبيرخون قرر التخاصم والتخلي عن أنتيغونوس الأول فقام بقتل الولد في العام 309ق.م. واحتفظ بسيطرته على بيلوبونيسوس حتى وفاته وكان ذلك بعد بضعة سنوات قليلة تخلى فيها تماما عن لعب أي دور في السياسية.